# Svefn-g-englar
 Svefn-g-englar (isl. lunatycy lub anioły senne) – pierwszy singiel zespołu Sigur Rós z ich drugiego albumu Ágætis byrjun. Został wydany 27 września 1999 roku.
Gazeta NME nazwała utwór „Singlem tygodnia”, a Pitchfork Media – 36. najlepszym utworem dekady.

## Wykorzystanie w mediach
Piosenkę wykorzystano w kilku filmach i serialach, m.in. w: Vanilla Sky, CSI: Kryminalne zagadki Las Vegas (odcinek „Slaves of Las Vegas”), V (odcinek 4 pierwszego sezonu pt. „To dopiero początek”), The 11th Hour i amerykańskiej wersji Queer as Folk (odcinek "All Better Now").

## Lista utworów

### CD
1. "Svefn-g-englar" (single edit) – 9:16
2. "Viðrar vel til loftárása" – 10:13
3. "Nýja lagið" (na żywo w Icelandic Opera House, 12 czerwca 1999) – 9:28
4. "Syndir Guðs" (na żywo w Icelandic Opera House, 12 czerwca 1999) – 5:46

### Winyl 12"
1. "Svefn-g-englar" (single edit) – 9:16
2. "Viðrar vel til loftárása" – 10:13
3. "Veröld ný og óð" – 3:29